# Saguenay

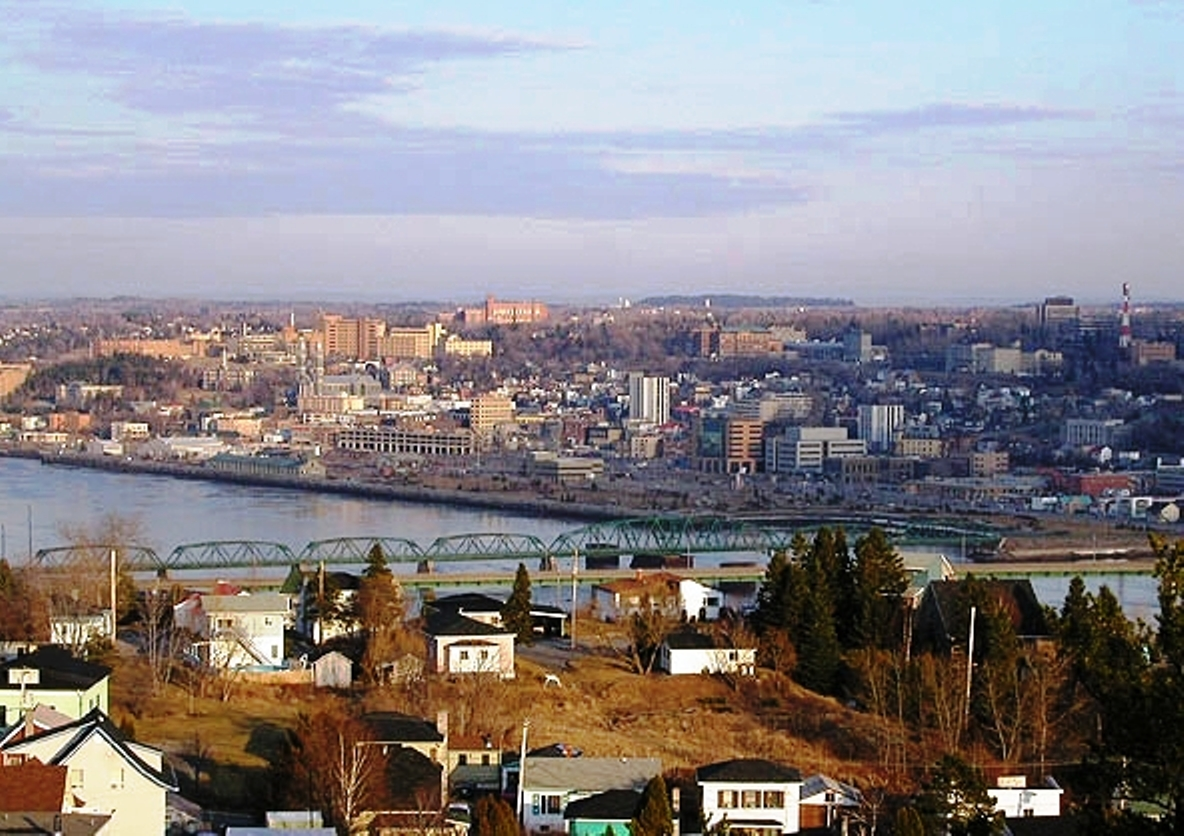
Chicoutimi.

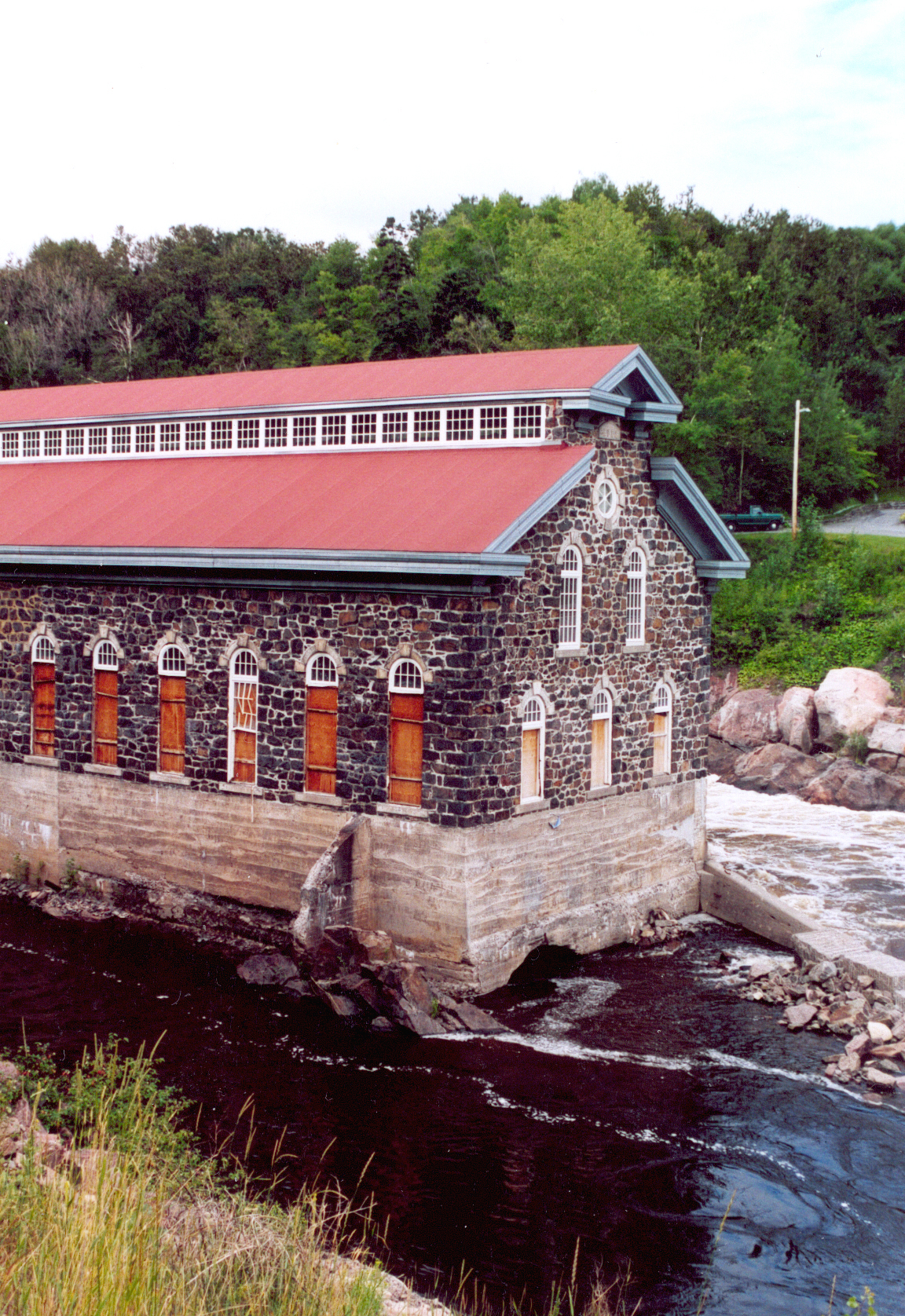
Pulperie de Chicoutimi.

Saguenay är en stad i den kanadensiska provinsen Québec omkring 150 km norr om provinshuvudstaden Québec. Staden är regionen Saguenay–Lac-Saint-Jeans administrativa centrum. Saguenay har 144 723 invånare (2021) och med sin yta på 1 125 km² en befolkningstäthet på 128,7 invånare/km². I Saguenay talas nästan uteslutande franska (98 %).

## Historia
Saguenay bildades genom en sammanslagning av städerna Chicoutimi, Jonquière, La Baie och Laterrière samt kommunerna Lac-Kénogami, Shipshaw och omkring hälften av kantonen Tremblay. Genom en folkomröstning valde man med knapp majoritet "Saguenay" som nytt namn istället för "Chicoutimi".

## Administrativ indelning
Saguenay är indelat i tre arrondissement: Chicoutimi, Jonquière och La Baie.

## Tätorter
Statistique Canada avgränsade två tätorter (centres de population) i staden vid folkräkningen 2021.
| Namn                   | Folkmängd | Landarea (km²) | Befolkningstäthet (invånare/km²) |
| ---------------------- | --------- | -------------- | -------------------------------- |
| Chicoutimi - Jonquière | 103 934   | 94,56          | 1 099,1                          |
| Port-Alfred-Bagotville | 13 350    | 13,11          | 1 018,3                          |

## Ekonomi
Saguenays ekonomi kretsar helt kring de omgivande naturresurserna och framställningen av papper (AbitibiBowater) och aluminium (Rio Tinto Alcan). De senaste åren har man dock fått lägga ned en aluminiumfabrik och ett pappersbruk.

## Utbildning
Invånarna har tillgång till högre utbildning genom Université du Québecs campus i Saguenay, Université du Québec à Chicoutimi (UQAC). I staden finns också ett forskningscentrum som specialiserat sig på aluminium.